# Wiendorf (Mecklenburg)
Wiendorf ist eine Gemeinde im Landkreis Rostock in Mecklenburg-Vorpommern (Deutschland). Sie wird vom Amt Schwaan mit Sitz in der Stadt Schwaan verwaltet.

## Geografie
Die Gemeinde Wiendorf liegt vor den Toren der Stadt Schwaan am rechten Warnowufer.
Umgeben wird Wiendorf von den Nachbargemeinden Dummerstorf im Norden, Dolgen am See im Osten, Hohen Sprenz im Südosten, Rukieten im Süden, Kassow im Südwesten, Schwaan im Westen sowie Benitz im Nordwesten.
Zu Wiendorf gehören die Ortsteile Neu Wiendorf, Niendorf und Zeez. Auf einer alten Karte wird der Ort als „Biendorf“ bezeichnet. Die Umbenennung erfolgte wohl zur Vermeidung von Verwechselungen mit dem nahen Biendorf bei Kühlungsborn.

## Politik

### Gemeindevertretung und Bürgermeister
Der Gemeinderat besteht (inkl. Bürgermeister) aus 7 Mitgliedern. Die Wahl zum Gemeinderat am 26. Mai 2019 hatte folgende Ergebnisse:
| Partei/Bewerber        | Sitze |
| ---------------------- | ----- |
| Bündnis 90/Die Grünen  | 3     |
| CDU                    | 1     |
| Einzelbewerber Beutler | 1     |
| Die Linke              | 1     |

Bürgermeister der Gemeinde ist Frank Heidelk (Bündnis 90/Die Grünen), er wurde mit 64,76 % der Stimmen gewählt.

### Wappen
Das Wappen wurde 2002 durch das Innenministerium genehmigt.
Blasonierung: „In Blau über einem goldenen Schildfuß, darin fünf (3:2) rote Ziegelsteine, zwei schräg gekreuzte goldene Garben aus je sechs Ähren.“

## Sehenswürdigkeiten
- Gotische Dorfkirche in Wiendorf vom 14. Jahrhundert aus Backstein mit drei kreuzrippengewölbten Jochen und quadratischen, niedrigen Turm auf Feldsteinsockel mit Pyramidendach.

→ Siehe auch Liste der Baudenkmale in Wiendorf (Mecklenburg)

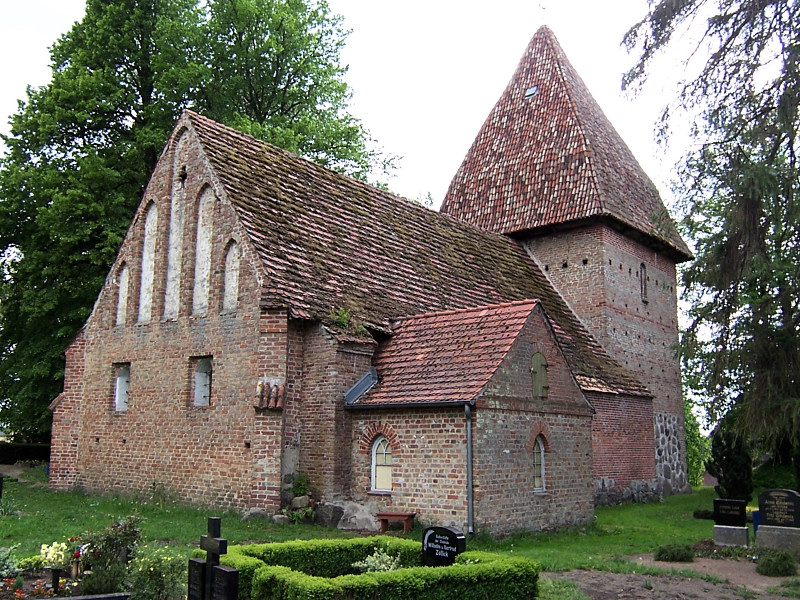
Dorfkirche in Wiendorf

## Belege
1. ↑  Statistisches Amt M-V – Bevölkerungsstand der Kreise, Ämter und Gemeinden 2023 (XLS-Datei) (Amtliche Einwohnerzahlen in Fortschreibung des Zensus 2011) (Hilfe dazu).
2. ↑  Wahlergebnisse auf www.schwaan.de
3. ↑  Reihenfolge nach Stimmenanteil
4. ↑  Wahlergebnisse auf www.schwaan.de